# Wade McClusky
Clarence Wade McClusky Jr. (Buffalo, 1º giugno 1902 – 27 giugno 1976) è stato un aviatore statunitense.
Ufficiale pilota della Marina degli Stati Uniti; dopo una lunga carriera in vari gruppi aerei delle portaerei americane, durante la seconda guerra mondiale, passato al comando dello stormo aereo della portaerei Enterprise (Carrier Air Group 6) ebbe un ruolo fondamentale nella cruciale battaglia delle Midway, guidando i suoi bombardieri in picchiata SBD Dauntless contro la flotta giapponese e sferrando di sorpresa l'attacco decisivo che provocò il disastroso incendio e la successiva distruzione di tre portaerei di squadra nemiche.

Dopo questo brillante successo McClusky avrebbe continuato il suo servizio durante la fase finale della guerra mondiale e anche durante la guerra di Corea, fino a raggiungere il grado di contrammiraglio prima del suo ritiro nel 1956.

## Prima della guerra
C. Wade McClusky, originario dello stato di New York, era divenuto un aviatore della Marina degli Stati Uniti nel 1929 dopo essere uscito dall'Accademia navale di Annapolis nel 1926. Dopo aver esercitato vari comandi operativi sulle portaerei americane e aver trascorso alcuni periodi a terra in funzioni di addestramento e istruzione, nel 1940 venne assegnato al gruppo aereo imbarcato sulla nuova portaerei Enterprise e alla vigilia dell'entrata in guerra degli Stati Uniti, a seguito dell'attacco di Pearl Harbor, era il comandante del gruppo da caccia di quella unità navale (Fighting Squadron 6, VF6).

## Trionfo a Midway

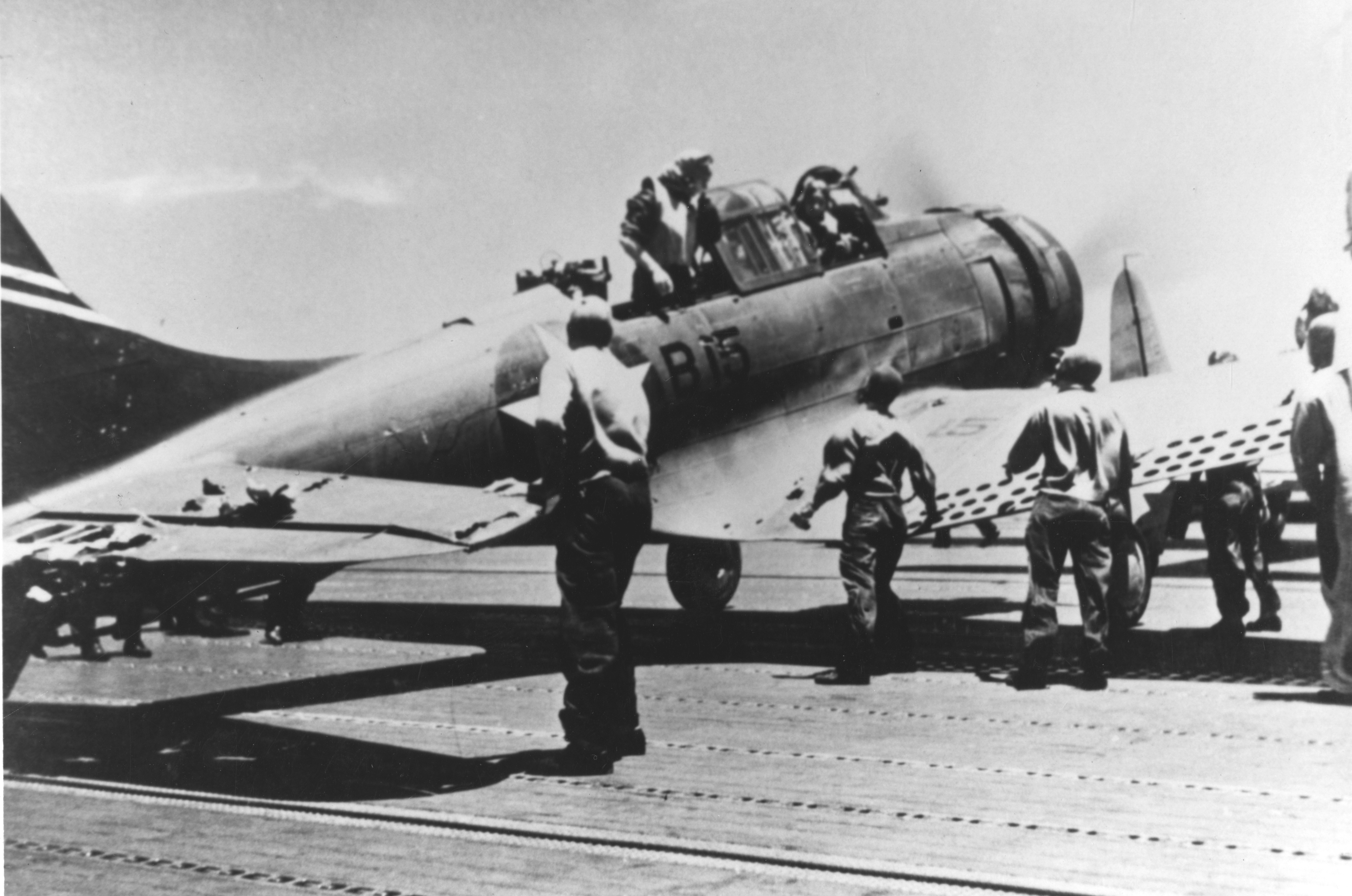
Uno dei bombardieri SBD Dauntless del capitano di corvetta W. McClusky di ritorno sulla Enterprise dopo l'attacco alle portaerei giapponesi a Midway

Dopo l'inizio delle ostilità, il lieutnant commander (capitano di corvetta) McClusky partecipò alle prime timide missioni delle Task Force americane e, nell'aprile 1942, divenne il comandante dell'intero gruppo aereo imbarcato sulla Enterprise (Carrier air wing 6) proprio nell'imminenza delle grandi battaglie aeronavali del Mar dei Coralli e delle Midway.
L'Enterprise non giunse in tempo per partecipare alla battaglia nelle acque della Nuova Guinea, mentre questa portaerei e i gruppi aerei imbarcati, guidati da McClusky, svolsero una funzione decisiva nella successiva battaglia delle Midway; il 4 giugno 1942, il capitano McClusky guidò personalmente i bombardieri SBD Dauntless del Bombing Squadron 6 e dello Scouting Squadron 6 alla ricerca delle portaerei giapponesi.
Nonostante la decimazione degli aerosiluranti del capitano di corvetta Lindsey (Torpedo Squadron 6), dovuta anche a ordini confusi impartiti ai caccia di protezione, la cruciale decisione di McClusky di deviare verso nord rispetto alla rotta stabilita (non avendo inizialmente trovato le navi nemiche nel punto previsto) permise di individuare alcuni cacciatorpediniere giapponesi che condussero inavvertitamente gli aerei americani sopra le portaerei completamente di sorpresa.
McClusky guidò con grande energia i suoi Dauntless in un audace attacco in picchiata, sorprendendo le difese del nemico e colpendo e incendiando in modo irreparabile due grandi portaerei giapponesi (Akagi e Kaga), mentre la Soryu venne quasi contemporaneamente colpita dagli aerei della Yorktown guidati del capitano di corvetta Max Leslie.
Per questo spettacolare e decisivo successo McClusky venne promosso Commander (capitano di fregata), e ricevette la prestigiosa Navy Cross.

## Ultimi anni

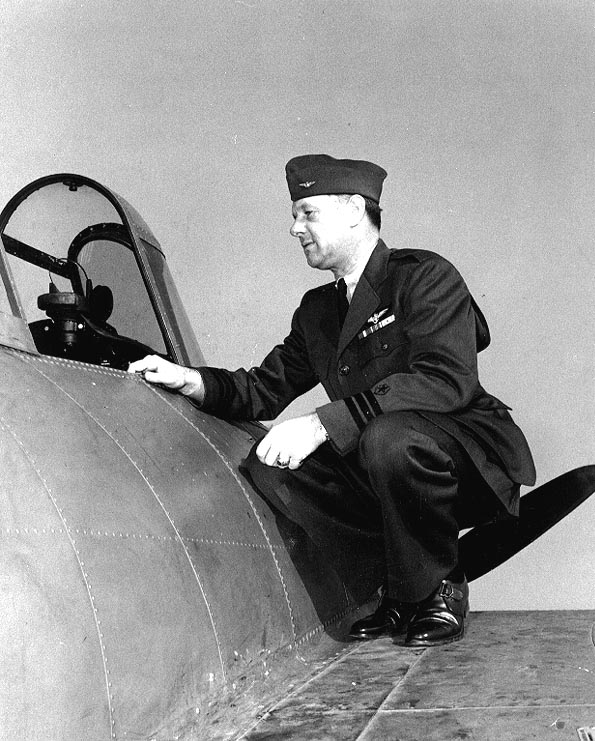
Wade McClusky accanto a un caccia F4F Wildcat in una foto del febbraio 1943

Negli anni di guerra successivi alla svolta delle Midway, McClusky tenne anche il comando della portaerei leggera Corregidor, partecipando alle ultime campagne del Pacifico. Dopo la vittoria, l'ufficiale esercitò ancora numerosi incarichi di comando e di stato maggiore soprattutto durante la guerra di Corea, ritirandosi infine dal servizio attivo nel 1956 con il grado di contrammiraglio.
In suo onore l'U.S. Navy denominò la fregata FFG-41 USS McClusky, mentre, sempre in ricordo delle imprese dell'ufficiale, ogni anno viene assegnato il Wade McClusky Award al miglior reparto di aerei da attacco della Marina americana.